# Ciro Domenico Kroon
Ciro Domenico Kroon (ur. 31 stycznia 1916, zm. 2001) – polityk Antyli Holenderskich. Pierwszy premier tego terytorium od 14 lutego 1968 do września 1969. Przewodniczący Narodowej Partii Ludowej (Nationale Volkspartij, Partido Nashonal di Pueblo), chadeckiej.